# Rejon jurjiwski
Rejon jurjiwski – jednostka administracyjna wchodząca w skład obwodu dniepropetrowskiego Ukrainy.
Rejon utworzony w 1991, ma powierzchnię 900 km² i liczy około 16 tysięcy mieszkańców. Siedzibą władz rejonu jest Jurjiwka.
Na terenie rejonu znajdują się 1 osiedlowa rada i 11 silskich rad, obejmujących w sumie 51 wsi i 1 osadę.